# Širó Tešima
Širó Tešima (26. únor 1907 – 6. listopad 1982) byl japonský fotbalista.

## Reprezentační kariéra
Širó Tešima odehrál za japonský národní tým v roce 1930 celkem 2 reprezentační utkání. S japonskou reprezentací se zúčastnil Hry Dálného východu 1930.

## Statistiky
| Japonsko | Japonsko | Japonsko |
| Roky     | Záp.     | Góly     |
| -------- | -------- | -------- |
| 1930     | 2        | 2        |
| Celkem   | 2        | 2        |